# Liuzhou
Liuzhou, Liu-chou ou Liuchow (柳州) é uma cidade da região autónoma Zhuang de Quancim, na China. Localiza-se no norte da região. Tem cerca de 935 mil habitantes.